# Krankenhaus Winsen
Das Krankenhaus Winsen ist ein Krankenhaus in öffentlicher Trägerschaft mit 255 Betten in Winsen (Luhe) im niedersächsischen Landkreis Harburg. Es ist Lehrkrankenhaus der Universität Hamburg. Es ist das zentrale Krankenhaus für Winsen und Umgebung.

## Geschichte

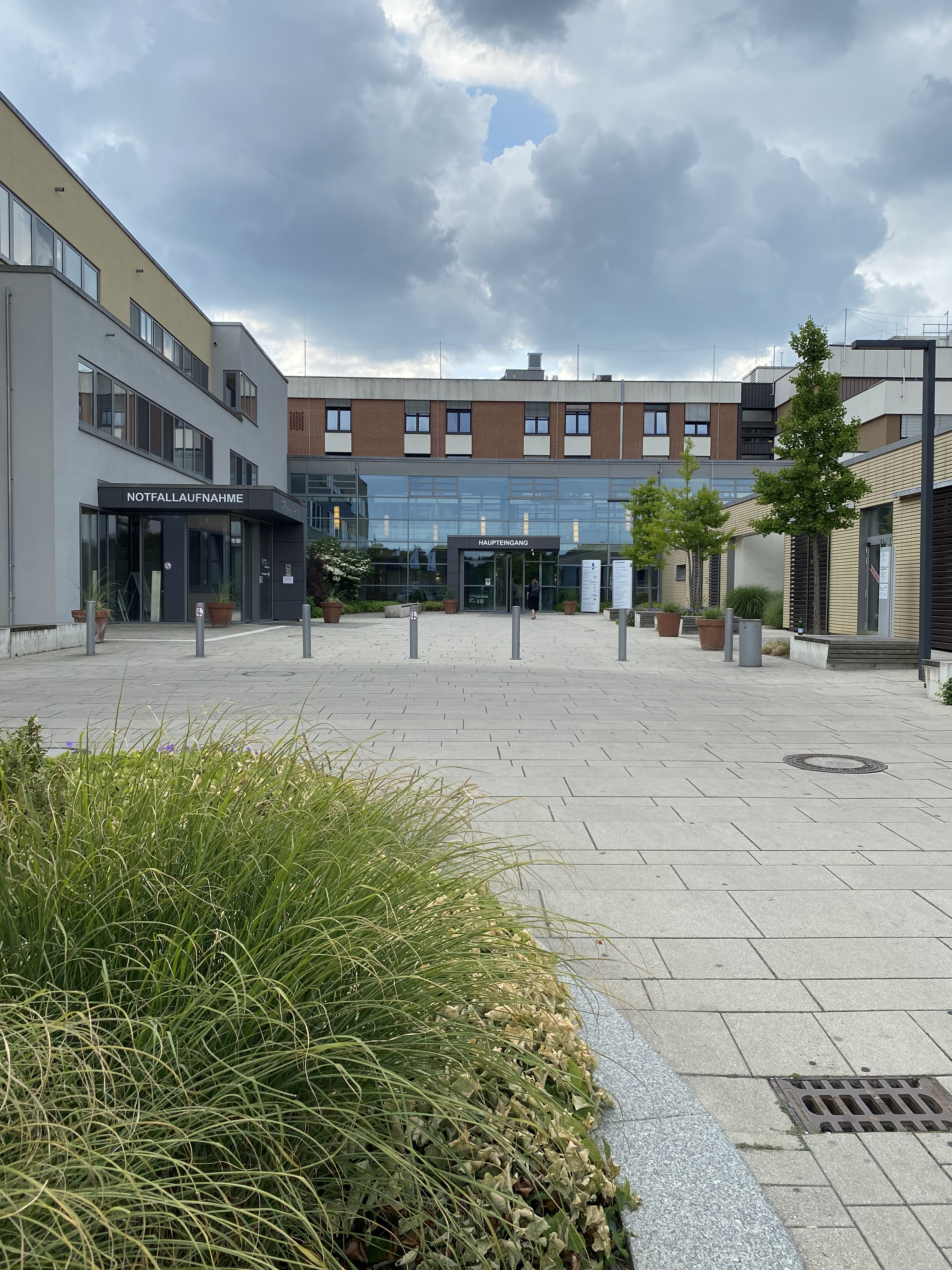
Eingang zum Hauptgebäude

Am 12. Dezember 1969 wurde der Grundstein für den Neubau des damaligen Kreiskrankenhauses Winsen gelegt. Nach 5-jähriger Bauzeit konnte das Krankenhaus am 1. Oktober 1974 mit 310 Betten in Betrieb genommen werden. Bis heute ist das Krankenhaus Winsen ein Haus der Grund- und Regelversorgung und seit dem 1. Januar 2013 mit 235 Planbetten im Niedersächsischen Krankenhausplan verzeichnet.

## Struktur
Das Krankenhaus ist als Plankrankenhaus in den niedersächsischen Krankenhausplan aufgenommen. Zusammen mit dem Krankenhaus Buchholz gehört es zur Krankenhaus Buchholz und Winsen gemeinnützige GmbH, die wiederum  zum Elbe-Heide-Krankenhausverbund gehört, dem außerdem noch das Heidekreis-Klinikum, die Elbe Kliniken Stade-Buxtehude und das Städtische Klinikum Lüneburg angehören.
Das Krankenhaus bildet aus zum Gesundheits- und Krankenpfleger, Operationstechnischen Assistenten und Physiotherapeuten.

## Fachgebiete
- Allgemein-, Visceral- und Thoraxchirurgie mit Adipositaschirurgie
- Anästhesiologie und Intensivmedizin
- Gynäkologie und Geburtshilfe
- Hals-Nasen-Ohren-Heilkunde
- Innere Medizin
- Radiologie
- Orthopädie mit Unfallchirurgie